# Bobosse (bande dessinée)
Pour les articles homonymes, voir Bobosse.
Bobosse est une série de bande dessinée animée par Marcel Remacle dans Spirou de 1956 à 1958. Mettant en scène un petit chien du même nom.

## Historique
Bobosse vit d'abord ses aventures dans dix-sept strips, avant d'être le héros de deux récits longs : La forêt silencieuse puis Les évadés de Trifouillis.[réf. souhaitée] Remacle lance ensuite le Vieux Nick, qui lui assure plus de succès.

## Publication

### Albums
Cette série est rééditée en ligne sur Internet par le Coffre à BD.

### Revues
- Une aventure de Bobosse
- La Forêt silencieuse, publiée en 1956 du no 959 au no 979 du journal Spirou, puis en album en 2005.
- Les Évadés de Trifouillis, publiée en 1957 du no 1020 au no 1038 du journal Spirou, puis en album en 2007.
- À la niche', publiée en 1957 dans le journal Spirou,